# Онопрієнко Євген Федорович
Євген Федорович Онопрієнко (11 грудня 1925, Балти — 31 жовтня 1997, Київ, Україна) — український кінодраматург, член Спілки кінематографістів України. Заслужений діяч мистецтв України (з 1986 року).

## Життєпис
Народився 11 грудня 1925 р. в селі Балтах (тепер Ново-Аскольського району Курської області Росії) в селянській родині. Закінчив вісім класів школи в місті Бахмут Сталінської області.

Могила Маргарити Кринициної і Євгена Онопрієнка

У серпні 1943 року, коли місто було відвойоване, його призвали в Червону армію. Воював зв'язківцем у складі 4-го Українського фронту. Брав участь у відвоюванні Донбасу, битві за Дніпро. Під час Нікопольсько-Криворізької операції в січні 1944 року отримав важке поранення. Півроку лікувався в госпіталях.
Влітку 1944 року був демобілізований за станом здоров'я. Повернувся в місто Артемівськ. Працював електриком на залізниці та одночасно навчався у вечірній школі.
У 1946 році поступив в Артемівський учительський інститут. Після його закінчення в 1948 році, рік працював у школі викладачем фізкультури, інспектором у відділі народної освіти, а в 1949 році вступив на сценарний факультет ВДІКу, який закінчив в 1954 році.
Одружився з акторкою Маргаритою Кринициною.
З 1954 року — редактор (потім — головний редактор) «Молдова-філм», редактор і сценарист Київської кіностудії імені О. П. Довженко.
Помер від раку 31 жовтня 1997 року в Києві. Похований на Байковому кладовищі (ділянка № 49а).

## Творчість
Автор сценаріїв фільмів: «Гори, моя зоре!» (1957), «Катя-Катюша» (1959), «Сейм виходить з берегів» (1962, у співавт.), «Мовчать тільки статуї» (1962), «Лють» (1965, у співавт. з О. Сацьким), «Великі клопоти через маленького хлопчика» (1967), «Мужність» (1967, документальний, у співавт.), «Розвідники» (1968), «Крутий горизонт» (1971), «За твою долю» (1972), «В бій ідуть самі „старі“» (1973), у співавт.), «Дивитися в очі» (1975), «Хвилі Чорного моря» (1975, «Свято печеної картоплі» (1976), телефільм, у співавт.), «Коли поряд чоловік» (1977), «Віщує перемогу» (1978), «Поїзд надзвичайного призначення» (1979, у співавторстві), «Кодова назва „Південний грім“» (1980), «Якщо ворог не здається...» (1982), «Жіночі радощі й печалі» (1982), «Щастя Никифора Бубнова» (1982), «Дій за обставинами!..» (1984), «І завтра жити» (1987), «Тупик / Глухий кут» (1998, у співавт.) та інших.